# Johann Benjamin Hennig
Johann Benjamin Hennig, auch Henning (* um 1745 in Unterblauenthal; † um 1795), war ein deutscher Unternehmer. Er war Besitzer des Hammerwerks Carlsfeld und des dazugehörigen Fleckens Carlsfeld und der Weitersglashütte im sächsischen Erzgebirge. 

## Leben
Er war der Sohn des Hammerwerksbesitzers Johann Heinrich Hennig in Unterblauenthal und wurde Vornehmer Kauf- und Handelsmann. Von der Familie Schnorr von Carolsfeld kaufte er am 11. Februar 1746 Hammerwerk und Ort Carlsfeld und Weitersglashütte. Sein erhaltenes  Privileg besagte u. a., dass die Erbzinsen an das Amt Schwarzenberg nur zu zahlen waren, wenn die Glashütte in Betrieb stand.
Am 12. Februar 1762 überließ er Hammerwerk und Glashütte, die meist verpachtet waren, seinem Sohn Johann Friedrich Hennig.
Das Holzepitaph von ihm und seiner Ehefrau Juliane Henriette geborene Gottschald hat sich bis heute erhalten.